# Pacifische orpheuswinterkoning
De Pacifische orpheuswinterkoning (Cyphorhinus phaeocephalus) is een zangvogel uit de familie Troglodytidae (winterkoningen).

## Verspreiding en leefgebied
Deze soort telt zes ondersoorten:
- C. p. richardsoni: van Honduras tot westelijk Panama.
- C. p. lawrencii: van centraal Panama tot noordwestelijk Colombia.
- C. p.infuscatus: Costa Rica tot in het noordwesten van Panama
- C. p. propinquus: noordelijk Colombia.
- C. p. chocoanus: westelijk Colombia.
- C. p. phaeocephalus: van zuidwestelijk Colombia tot zuidelijk Ecuador.